# Língua gadamesa
Gadamês (Berbere: Ɛdimes, (dimes) ou Ɣdames, Árabe: غدامس, [ɣadaːmes]) é uma língua Berbere falada na cidade oásis de Gadamés em Nalute, Líbia.

## Falantes
Lanfry menciona o número uns 4 mil falantes numa estimativa otimista. O número real de falantes não é conhecido com certeza. Ethnologue cita algo como 10 mil falantes 2006, com outros 2 mil morando fora da área. No entanto, o número de 10 mil reflete o número total de habitantes de Gadamés, que não são todos falantes nativos de Gadamés. Além disso, o número de 2 mil de emigrantes é baseado em uma fonte muito antiga. Ethnologue classifica a língua como num nível 6b de ameaça de extinção.

## Fonologia
Consoantes
Como outras línguas berberes e o árabe, Gadamés tem tanto faringealização ("enfática") como consoantes dentais simples. A geminação é contrastiva. Consoantes listadas entre parênteses ocorrem apenas muito esporadicamente.
|             | Labial | Labio- dental | Dental | Dental faringeal | Palatal | Velar | Uvular | Faringeal | Glotal |
| ----------- | ------ | ------------- | ------ | ---------------- | ------- | ----- | ------ | --------- | ------ |
| Nasal       | m      |               | n̪      |                  |         |       |        |           |        |
| Oclusiva    | (p) b  |               | t̪ d̪    | t̪ˤ dˤ            | ɟ       | k ɡ   | q      |           |        |
| Fricativa   | β      | f             | s̪ z̪    | s̪ˤ z̪ˤ            | ʃ ʒ     | x ɣ   |        | ħ ʕ       | h      |
| Africada    |        |               |        |                  | (tʃ)    |       |        |           |        |
| Aproximante | w      |               | l̪      | l̪ˤ               | j       |       |        |           |        |
| Vibrante    |        |               | r̪      | r̪ˤ               |         |       |        |           |        |

Vogais
A maioria das línguas berberes tem apenas três vogais fonêmicas. O gadamês, como o tamaxeque, tem sete vogais.
|              | Anterior | Central | Posterior |
| ------------ | -------- | ------- | --------- |
| Aberta       | i        |         | u         |
| Meio fechada | e        |         | o         |
| Média        |          | ə       |           |
| Meio aberta  |          | ɐ       |           |
| Aberta       |          | a       |           |